# القوة والسيطرة: العنف المنزلي في أمريكا
القوة والسيطرة: العنف المنزلي في أمريكا، هو فيلم وثائقي عن العنف المنزلي، يحكي قصة كيم موشير، وهي أم لثلاثة أطفال من واباش، مينيسوتا، وضحية من ضحايا العنف النفسي والبدني. وعلى الرغم من رغبتها في المحافظة على أسرتها وزواجها الذي دام عشر سنوات، إلا أنه بمجرد أن بدأ زوجها في الإساءة البدنية لأطفالهما، غادرت كيم المنزل بصحبة الأطفال وذهبت إلى ملاذ آمن بمأوى للنساء اللاتي تعرضن للضرب في دولوث حيث بدأت في بناء حياة لأطفالها، من خلال البحث عن وظيفة، وخدمات رعاية للأطفال، وسكن بسعر معقول.
يستطلع الفيلم الوثائقي مشروع دولوث للتدخل في الإساءة الأسرية، أو نموذج دولوث، وهو أول برنامج متعدد التخصصات يهدف إلى تنسيق أعمال الجهات المختلفة في دولوث بمينيسوتا التي تتعامل مع العنف الأسري لتحقيق نتائج أكثر فاعلية، وأصبح نموذجًا للبرامج في الولايات القضائية الأخرى. وقد كشفت إحدى الدراسات المقدمة من قبل الحكومة الفيدرالية في عام 2002 والتي نُشرت على المستوى الوطني أن المعتدين بالضرب الذين استكملوا البرنامج القائم على "نموذج دولوث"، هم أقل عرضة لتكرار أفعال العنف الأسري عن أولئك الذين لم يكملوا أي برنامج تدخل خاص بالمعتدين بالضرب.

## وصلات خارجية
- الموقع الرسمي
- القوة والسيطرة: العنف المنزلي في أمريكا على موقع IMDb (الإنجليزية)